# Австрийско-хорватские отношения

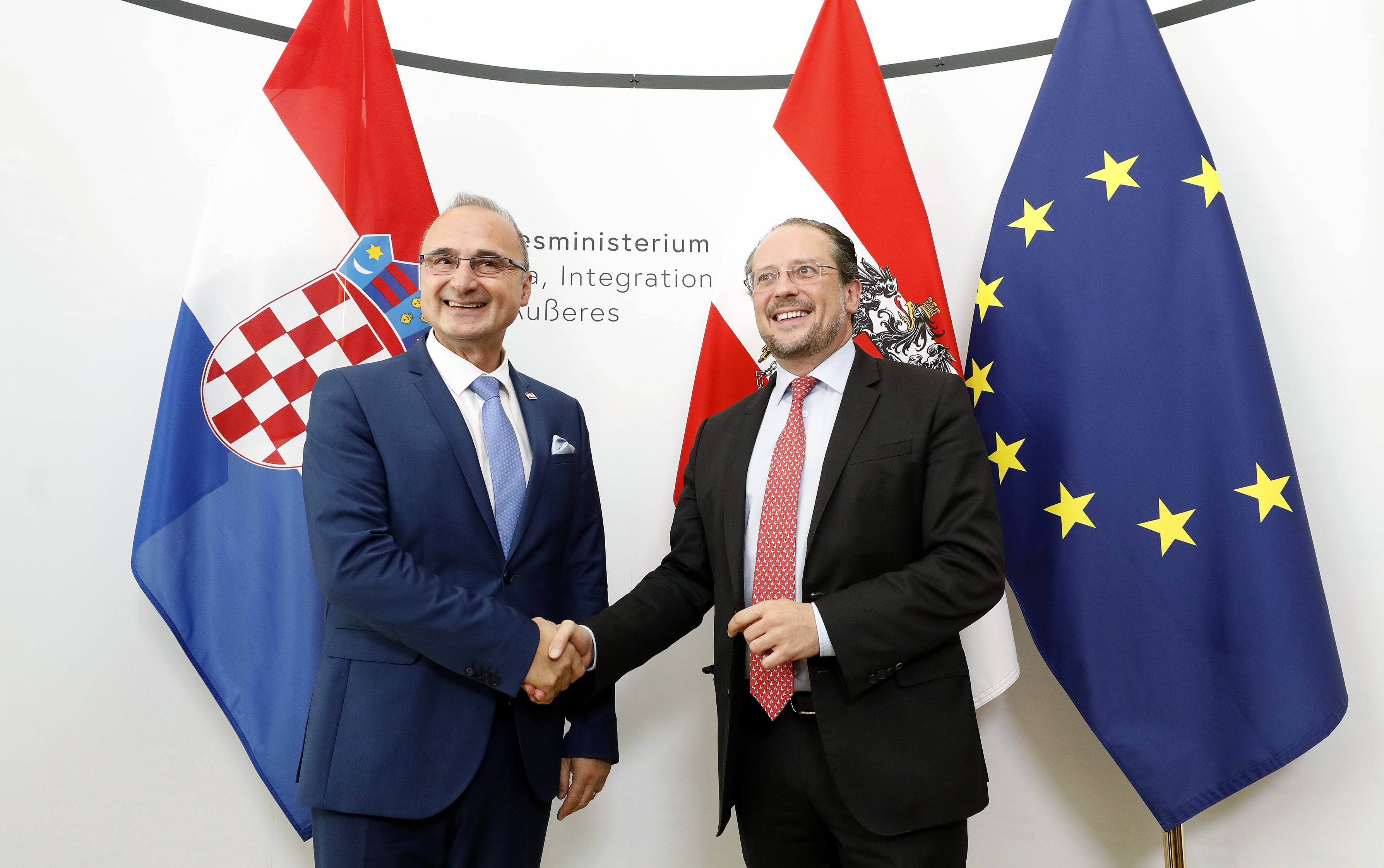
Встреча министра иностранных дел Хорватии Гордана Грлича-Радмана со своим австрийским коллегой Александером Шалленбергом в Вене 13 сентября 2019

Австрийско-хорватские отношения (хорв. Hhrvatsko-austrijski odnosi, нем. Kroatisch-österreichische Beziehungen) — исторические и текущие двусторонние отношения между Австрией и Хорватией. Обе страны являются полноправными членами Европейского союза.
Дипломатические отношения между двумя государствами установлены 15 января 1992 года в день международного признания независимой Хорватии.
У Хорватии есть посольство в Вене и почётные консульства в Граце, Линце, Санкт-Пёльтене и Зальцбурге. Австрия же имеет посольство в Загребе, генеральное консульство в Риеке, консульство в Сплите, а также Офис координатора сотрудничества в области образования, Австрийский культурный форум, Офис внешней торговли, Офис атташе по вопросам сельского хозяйства и окружающей среды и Офис взаимодействия полиции в Загребе. 
Хорваты и австрийцы почти 400 лет жили в одном и том же государстве: сначала в Габсбургской монархии (1527—1804), затем в Австрийской (1804—1867) и Австро-Венгерской империях (1867—1918), где от соглашения 1867 года до падения в 1918 году под властью Австрии находились хорватские области Истрия и Далмация.
В Австрии проживает около 120 000 хорватов, из которых 56 785 имеют хорватское гражданство. Наиболее заметной группой австрийских хорватов являются градищанские хорваты, живущие в земле Бургенланд. 297 австрийцев Хорватии официально признаны Конституцией Хорватии меньшинством и потому имеют своё постоянное место в хорватском парламенте. 

## Сравнительные данные стран
|                     | Австрия                                  | Хорватия                                 |
| ------------------- | ---------------------------------------- | ---------------------------------------- |
| Население           | 8.902.600                                | 4.154.200                                |
| Площадь             | 83.879 км2                               | 56.594 км2                               |
| Плотность населення | 106/км2                                  | 75,8/км2                                 |
| Столица             | Вена                                     | Загреб                                   |
| Крупнейший город    | Вена — 1.888.776 (агломерация 2.600.000) | Загреб — 688.163 (агломерация 1.113.111) |
| Устройство          | федеративная парламентская республика    | унитарная парламентская республика       |
| Официальный язык    | немецкий                                 | хорватский                               |

## История

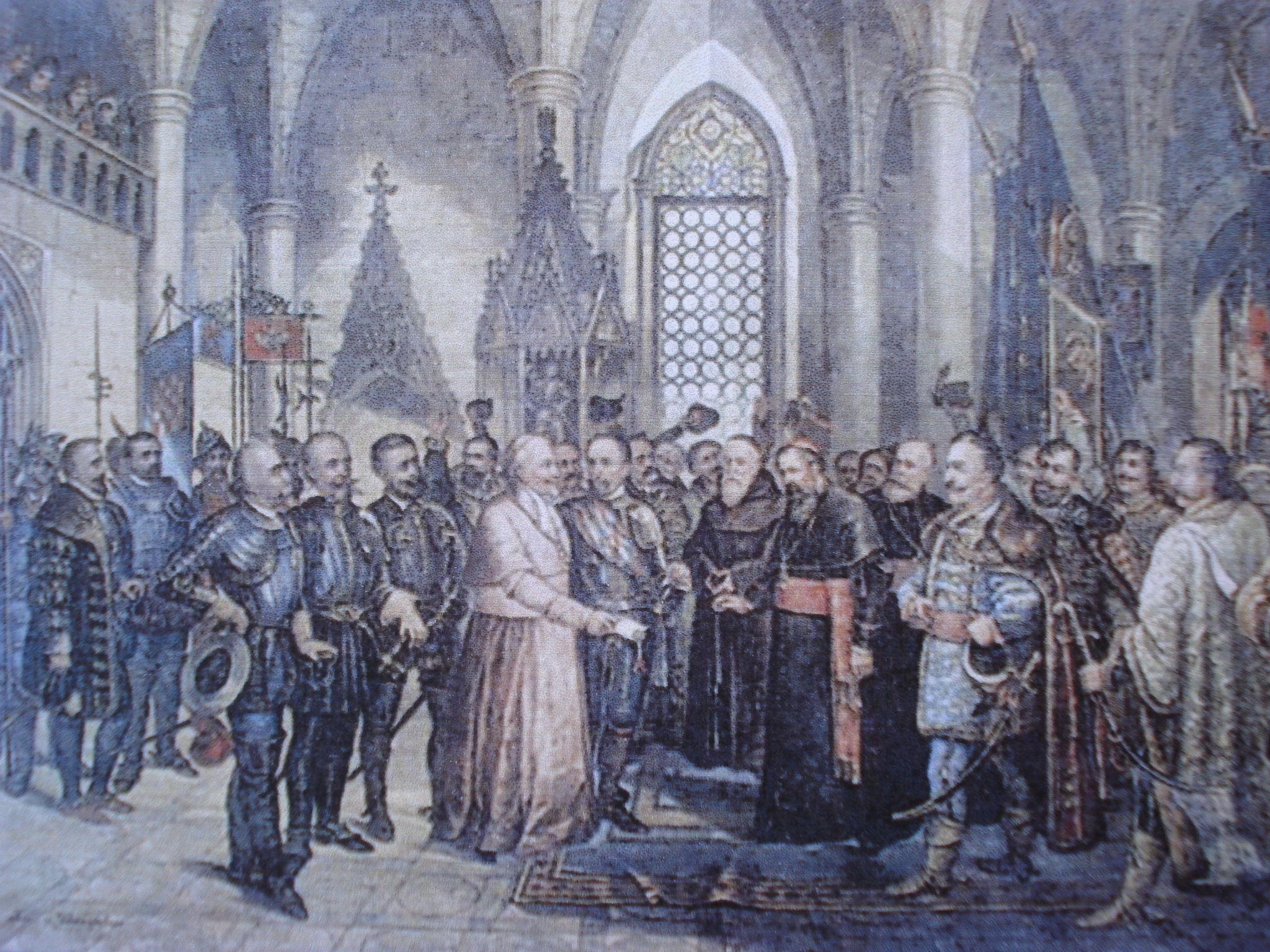
Хорватская знать на выборах в Цетине в 1527 году избрала Фердинанда I из дома Габсбургов королём Хорватии

После смерти короля Людовика II в битве при Мохаче в Венгерском королевстве произошел монархический кризис. Хорватский парламент, заседая в 1527 году в Цетинском замке избрал Фердинанда I из династии Габсбургов новым правителем Хорватии при условии, что он защитит Хорватию от Османской империи во время Хорватско-османской войны, уважая её политические права, хотя тот позже не сдержал этого обещания. 
Большую часть нового и новейшего времени австро-хорватские отношения были тесными. Несколько героев хорватской истории и культуры были австрийского происхождения, и эта страна была в 1990-х годах одной из главных сторонниц признания Хорватии после провозглашения ею независимости.
Австрия повлияла также на развитие образования в Хорватии. Первые гимназии в Загребе (1607), Риеке (1627) и Вараждине (1636) основали иезуиты из Вены. 
Многие знаменитые хорваты, такие как Янко Драшкович, Димитрие Деметр, Людевит Гай, Станко Враз, Ватрослав Лисинский, Благое Берса, Божидар Широла, Яков Готовац, Иван Зайц и Иван Мештрович получили высшее образование в университетах Вены и Граца. 

## Экономические отношения и туризм
В Хорватии есть более 700 австрийских компаний. 
Австрия также является крупнейшим зарубежным инвестором в Хорватии с более чем 7 миллиардами евро, вложенных за период с 1993 по 2014 год. Сотрудничество между австрийскими и хорватскими предпринимателями чаще всего происходит в сфере металла, электротехнической, деревообрабатывающей, текстильной и обувной промышленности и пищевой отрасли в виде производства здорового питания. 
Хорватия и Австрия являются основателями и членами Рабочего сообщества Альпы-Адриатика. Целями этой организации являются взаимное общение, обсуждение и координация точек интересов государств-членов, развитие сотрудничества и обменов в Альпийско-адриатическом регионе, укрепление центрально-европейской культурной идентичности и участие в процессах европейского сотрудничества и интеграции. Основные направления сотрудничества: спорт, туризм, охрана окружающей среды, единение городов, сохранение культурно-рекреационных пространств, культура и наука и европейская интеграция. 
Австрийская знать начала посещать хорватское побережье в 1880-х годах. Среди австрийской императорской семьи и знати стало модно ездить в Опатию. Вскоре было построено много роскошных отелей и вилл. Первый люксовый отель — «Quarnero» (ныне грандотель «Кварнер») построен в 1884 году по планам венского архитектора Франца Вильгельма. Отель «Kronprinzessin Stephanie» был открыт в 1885 году. На открытии присутствовали наследная принцесса Стефания, в честь которой был назван отель и её муж наследный принц Рудольф. В 1887 году Генрих фон Литтров основал в Опатии яхт-клуб «Union Yacht Club Quarnero», являвшийся первым парусным клубом на Адриатике. В 1889 году австрийское правительство официально объявило Опатию первым климатическим морским курортом на Адриатике. И сегодня австрийцы являются одними из самых частых посетителей хорватского побережья, а хорваты — частыми посетителями австрийских горнолыжных курортов. В 2018 году Хорватию посетили 1,37 млн австрийских туристов посетили. На них пришлось 7,065 млн суток проживания, тем самым они по общей численности ночёвок среди иностранных постояльцев уступают только туристам из Германии и Словении. 

## Хорватские (культурные) организации в Австрии

Хорватское посольство в Вене

В настоящее время в Австрии существует большое количество хорватских учреждений. Вот некоторые из них: 
- Хорватский культурный центр
- Бургенландский хорватский центр
- Научный институт бургенландских хорватов
- Хорватская культурная ассоциация в Бургенланде
- Хорватско-бургенландское культурное объединение
- Хорватская ассоциация печати Айзенштадта издаёт еженедельник «Хорватская газета» (хорв. Hrvatske novine), ежегодный календарь, а также книги на градищанско-хорватском языке
- Хорватская литература
- Хорватский культурно-документационный центр печатает учебники для нужд хорватских двуязычных школ в Бургенланде
- Хорватское культурное общество издаёт «Хорватский журнал» (хорв. Hrvatsko glasilo)

У бургенландских хорват есть всевозможные собственные газеты, радио, новостные порталы (как kroativ.at) и телепрограммы в рамках ORF.
Хорватская католическая миссия в Вене —  активная религиозная культурная организация. 
У Матицы хорватской имеется отделение в Вене. 

## Образование хорватов в Австрии
В некоторых австрийских школах проводятся уроки хорватского языка. В Гросварасдорфе есть двуязычная начальная школа. Преподавание хорватского ведётся в трёх гимназиях в Оберпуллендорфе и Айзенштадте. В Вене и Бургенланде есть несколько детсадов, в которых дети могут изучать или совершенствовать хорватский. 

## Другое
Министр иностранных дел Австрии Себастьян Курц первым делом после назначения на этот пост посетил Хорватию. 20 декабря 2013 года он встретился в Загребе с министром иностранных и европейских дел Хорватии Весной Пусич. 
Еще в 1955 году в Загребе был основан «Австрийский культурный форум» — организация, пропагандирующая в Хорватии австрийскую культуру и немецкий язык. 

## Дипломатия
| Республика Австрия - Загреб (посольство) | Республика Хорватия - Вена (посольство) |